# Stanisław Jetel
Stanisław Wacław Jetel (ur. 19 września 1882 w Jasienicy, zm. 1940 w ZSRR) – pułkownik piechoty Wojska Polskiego, ofiara zbrodni katyńskiej.

## Życiorys
Urodził się 19 września 1882 w Jasienicy, pow. myślenickim w rodzinie Wiktora i Amalii z Kamieńskich. W latach 1894–1899 uczęszczał do C.K. Gimnazjum Wyższego w Wadowicach, później do Szkoły Kadetów Piechoty w Łobzowie k. Krakowa. Od 1903 pełnił zawodową służbę wojskową w cesarskiej i królewskiej armii. Jego oddziałem macierzystym był węgierski pułk piechoty nr 67 w Wiedniu. W 1912 pełnił służbę w pułkowym oddziale karabinów maszynowych, a w następnym roku został komendantem tego oddziału. W czasie służby w c. i k. armii awansował na kolejne stopnie w korpusie oficerów piechoty: kadeta–zastępcy oficera (1 września 1903), podporucznika (1 listopada 1905), porucznika (1 maja 1911) i kapitana (1 maja 1915).
Po odzyskaniu przez Polskę niepodległości wstąpił do Wojska Polskiego. Brał udział w wojnie polsko-bolszewickiej 1920. Został awansowany do stopnia pułkownika ze starszeństwem z dniem 1 czerwca 1919. 2 października 1921 został dowódcą 11 pułku piechoty w Tarnowskich Górach. W lipcu 1927 został mianowany członkiem Oficerskiego Trybunału Orzekającego. 12 marca 1929 został zwolniony z zajmowanego stanowiska i oddany do dyspozycji dowódcy Okręgu Korpusu Nr I. Z dniem 30 czerwca 1929 został przeniesiony w stan spoczynku. W 1934 jako pułkownik w stanie spoczynku był przydzielony do Oficerskiej Kadry Okręgowej nr I jako oficer przewidziany do użycia w czasie wojny i pozostawał wówczas w ewidencji Powiatowej Komendy Uzupełnień Warszawa Miasto III.
Po wybuchu II wojny światowej i agresji ZSRR na Polskę z 17 września 1939 na terenach wschodnich II Rzeczypospolitej został aresztowany przez Sowietów. W 1940 został zamordowany w więzieniu NKWD w Kijowie przy ul. Karolenkiwskiej 17. Jego nazwisko znalazło się na tzw. Ukraińskiej Liście Katyńskiej opublikowanej w 1994 (został wymieniony na liście wywózkowej 55/5-9 oznaczony numerem 1020). Został pochowany na otwartym w 2012 Polskim Cmentarzu Wojennym w Kijowie-Bykowni.

## Ordery i odznaczenia
- Krzyż Walecznych (dwukrotnie)
- Order Korony Żelaznej 3 klasy z dekoracją wojenną i mieczami (Austro-Węgry)[18]
- Krzyż Zasługi Wojskowej 3 klasy z dekoracją wojenną i mieczami (Austro-Węgry)[18]
- Srebrny Medal Zasługi Wojskowej Signum Laudis z mieczami na wstążce Krzyża Zasługi Wojskowej (Austro-Węgry)[18]
- Brązowy Medal Zasługi Wojskowej Signum Laudis z mieczami na wstążce Krzyża Zasługi Wojskowej (Austro-Węgry)[18]
- Krzyż Wojskowy Karola (Austro-Węgry)[18]
- Krzyż Jubileuszowy Wojskowy (Austro-Węgry)[18]